# Cigarettes et chocolat chaud
Cigarettes et chocolat chaud je francouzský komediálně-dramatický film z roku 2016, který režírovala Sophie Reine podle vlastního scénáře. Snímek měl světovou premiéru na festivalu frankofonních filmů v Angoulême dne 24. srpna 2016.

## Děj
Denis Patar je melancholický vdovec a otec dvou dcer (třináctileté Janine a devítileté Mercredi). Snaží se jak nejlépe umí zvládat svá dvě zaměstnání, přes den v zahradnictví, v noci v sexshopu, ale tím nemá moc času na dcery. Když několikrát zapomene vyzvednout ze školy na svou mladší dceru Mercredi, ho navštíví sociální pracovnice Séverine Grellot, odhodlaná vnutit mu svou výchovnou metodu prostřednictvím kurzu rodičovské odpovědnosti. Navíc starší Janine má Touretteův syndrom.

## Obsazení
| Gustave Kervern   | Denis Patar               |
| Camille Cottin    | Séverine                  |
| Thomas Guy        | Robert                    |
| Franck Gastambide | Pierrot                   |
| Mathieu Métral    | ředitel sociálních služeb |
| François Bureloup | ředitel supermarketu      |
| Daniel Cohen      | policista                 |
| Margot du Jonchay | Caroline                  |
| Vincent Claude    | Denis Patar jako mladý    |

## Ocenění
- Filmový festival Cinédélices v Cahors: Cena diváků
- Mezinárodní filmový festival v Gijónu: nejlepší celovečerní film
- Filmový festival Avant-Premières v Cosne-Cours-sur-Loire: Zvláštní cena poroty pro herečku Héloïse Dugas
- César: nominace na nejlepší filmový debut (Sophie Reine)